# Соферим (Талмуд)
«Соферим» (др.-евр. סופרים‬; мн. ч. от софер, переписчик свитков) — в иудаизме талмудический трактат, в котором излагаются преимущественно правила об изготовлении священных книг и порядке их чтения. Принадлежит к так называемым «малым трактатам». Включает 21 главу или 225 параграфов («галахот», правил).
Допущение палестинского происхождения трактата согласуется с давнишней теорией (Нахманида и др.) ο том, что все «малые трактаты» вышли из Палестины, и учёные конца XIX века, за исключением Вейса, признавали этот взгляд. Вероятным является предположение, что трактат был окончательно составлен около середины VIII века. В то время существовало только несколько экземпляров Талмуда, и поэтому в трактате нет никаких намёков на Талмуд.
Содержание трактата вошло в позднейшие произведения по орфографии, масоре и литургии. В этом трактате (XVIII, 3) впервые проводится разделение всей Библии на три части по степени святости, по силе вложенного в них вдохновения: Тору, или Закон, Каббалу (откровение святых пророков) и Агиографы (слова святости).

## Содержание
- I глава. Пергамент и другие материалы, годные для письма; язык и перевод священных книг; Септуагинта; лица, имеющие право заниматься изготовлением священных книг; открытые и закрытые абзацы[1].
- II глава. Промежутки между буквами, словами, строками, столбцами, «книгами»; число столбцов в полосе и строк в столбце; ширина и высота свитков; валики; сшивание полос.[1]
- III глава. Соединение нескольких «книг» на одном свитке; как поступать со свитками, содержащими ошибки; порядок свертывания и развертывания свитков; благоговейное обращение со свитками Закона; попутно — бережное обращение с пищей, как даром Божиим.[1]
- IV глава. Имена Божии; запрещение стирать их; перечисление этих имен.
- V глава. Благоговение, требующееся при начертании имени Божия; как поступать в тех случаях, когда в свитке найдены ошибки в именах Божиих; сохранение свитков и других писаний, ставших негодными к употреблению.
- VI глава. Точки над буквами и другие знаки (огласовки) в Торе; изменения в тексте, найденные в старых свитках, бывших в употреблении в иерусалимском храме; масоретские варианты текста и орфографии.
- VII глава. Масоретские комбинации «кери» и «кетиб»[англ.].
- VIII глава. Варианты в тексте 18-го Псалма (Пс. 18); 2Цар. 22, Ис. 36:39 и 2Пар. 18:20.
- IX глава. Большие буквы в Торе; слова, произносимые иначе, чем пишутся; места, которые не следует читать и переводить.
- X глава. Общие правила для чтения; число чтецов; число лиц, требующихся для исполнения религиозного обряда; «каддиш» и «бареху[англ.]».
- XI глава. Порядок чтения Торы и её переводов.
- XII глава. Как писать песни в Исх. 15, Суд. 5, и Втор. 32, и чтение этих песен.
- XIII глава. Как пишутся агиографы вообще и книга Эсфирь в частности; славословия при чтении Гафторы и Торы.
- ХIV глава. Славословие при чтении кн. Эсфири и вообще агиографов; литургические обряды, предшествующие чтению; ο лицах, которые допускаются к чтению и к исполнению роли хаззана; святость свитка Торы; филактерии и мезузот.
- XV глава. Святость других религиозных книг.
- ХVI глава. Важность изучения Торы; агады; различные интерпретации; какие школы прошли древние учителя.
- XVII глава. Общие правила об отделах, предназначенных для чтения в праздники; чтения и псалмы для новомесячия.
- XVIII глава. Псалмы на каждый день и праздники; молитвы в годовщину разрушения храма; иерусалимский обычай в день Всепрощения.
- XIX глава. Позднейшие правила ο праздничных псалмах; праздничные молитвы; славословия при свадьбах и похоронах.
- XX глава. Хвалебное слово при встрече новолуния («благословение луны»); зажигание свеч в Хануку; славословия и чтения в Хануку; Галель.
- XXI глава. Нисан — месяц радости; праздник Пурим; славословия и Мегилла в день Пурима.[1]

## Трёхчастность
Трактат может быть разделён на три главные части: первая часть — от начала до VI главы (составление свитков Торы), вторая часть — от VI главы до X (масоретские правила для письма) и третья часть от X главы до конца (правила о порядке чтений и литургические постановления).
Цунц находит что в своём настоящем виде трактат лишён всякой системы. В первоначальном виде сочинение состояло по крайней мере из трёх частей, которые были впоследствии перемешаны. В настоящем виде оно представляет больше интереса для чтецов и канторов, чем для писцов; большая часть сочинения занята изложением ритуальных правил. Несомненно, что переписчики свитков были также и чтецами, и этим объясняется тесное переплетение двух тем.

### Первая часть
Первая часть рассматривает составление свитков Торы; она же дала название всему трактату. Эта часть — самая ранняя в трактате; она сохранилась также как самостоятельный «малый трактат», озаглавленный «Массехет Сефер Тора» (издан Кирхгеймом в 1851); в этом виде она является систематическим произведением, но эту систематичность она теряет в трактате Соферим из-за вставок, хотя имеет то же деление на главы и параграфы. Изданный Шёнблюмом малый трактат «Сефарим» (1877) представляет извлечение из Массехет Сефер Тора. Слово «сефарим» есть множественное число от «сефер»: сефарим вообще книги, сефер — книга par excellence, то есть Topa.

### Вторая часть
Вторая часть излагает масоретские правила для письма; первые четыре параграфа VI-й главы и несколько строк из IX главы имеют наиболее древнее происхождение и принадлежат, несомненно, масоретам Тивериады; главная часть современной Масоры, содержащая упомянутые параграфы, ведёт свое происхождение из той же школы. Первые две части трактата Соферим предназначены были для писцов; исследователи полагают, что они составлены в Палестине.

### Третья часть
Третью, последнюю часть трактата, содержащую правила ο порядке чтений и литургические постановления, некоторые хотят считать произведением вавилонского происхождения: в ней встречаются выражения «наши учителя в Палестине» (XVII, 4), «люди из Палестины и Вавилона» (X, конец, XIII, 10). Но эти выражения могут принадлежать как палестинцу, так и вавилонянину, не говоря уже ο том, что они могут быть также и позднейшей вставкой. Судя по источникам, надо предполагать, что и эта часть составлена в Палестине. Первая её половина (гл. X—XV) — преимущественно изложение правил ο порядке чтения священных книг, a вторая половина (гл. XVI—XXI) содержит литургические постановления.